# Lophostreptus similis
Lophostreptus similis är en mångfotingart som beskrevs av Carl Graf Attems 1934. Lophostreptus similis ingår i släktet Lophostreptus och familjen Spirostreptidae. Inga underarter finns listade i Catalogue of Life.